# Ronney Pettersson
Ronney Pettersson, född 26 april 1940 i Våmb, Skövde, död 26 september 2022 i Järvsö, Hälsingland, var en svensk fotbollsmålvakt. Han spelade för Djurgårdens IF i Allsvenskan, och för svenska landslaget. Pettersson var med i VM-truppen 1970. Han blev svensk mästare 1966.